# Gari (Debar)
Gari (en macédonien Гари) est un village de l'ouest de la Macédoine du Nord, situé dans la municipalité de Debar. Le village comptait 10 habitants en 2002. Gari possède une grande église du XIXe siècle, l'église de l'Assomption.

## Démographie
Lors du recensement de 2002, le village comptait :
- Macédoniens : 9
- Autres : 1